# Angi
Angi ist ein Gitarrenstück von Davey Graham, das 1962 erschien. Es wurde häufig gecovert und gilt heute als Standard.

## Wirkungsgeschichte
Davey Graham war in der britischen Folkszene stilbildend. Angi wurde in den 1960er und 70er Jahren zu einem der wichtigsten Sologitarrenstücke im Bereich des Fingerpicking. Paul Simon lernte das Stück 1965 in London kennen, veröffentlichte als Angie eine Version auf der Platte Sounds of Silence von Simon & Garfunkel und machte das Stück damit in den USA bekannt. Auch der ebenfalls auf Sounds of Silence erschienene Song Somewhere They Can’t Find Me basiert auf den Harmonien und Rhythmen von Angi. Zudem korrespondiert der Song We’ve Got a Groovey Thing Goin’ in Sequenzen mit Paul Simons Fassung von Angie. In der Folgezeit nahmen viele Folkgitarristen, darunter bekannte Instrumentalisten wie Bert Jansch, John Renbourn, Lillebjørn Nilsen, Harry Sacksioni, Wizz Jones und Werner Lämmerhirt eigene Fassungen von Angi auf. Im Jahr 2002 verwendete die Alternative-Rock-Band Chumbawamba Teile des Stücks für ihr Antikriegslied Jacob’s Ladder. Von Angi existieren zahlreiche Coverversionen. Teilweise wurden sie als Anji oder Angie veröffentlicht. Bis heute wird das Lied häufig gespielt.

## Komposition und Spieltechnik
Das Stück basiert auf einem rhythmisch gespielten Lamentobass, gegriffen a-moll, G-, F-, E-Dur, also eine Andalusische Kadenz. Die Virtuosität besteht darin, die schnell gespielten Viertel der Basslinie mit dem Daumen durchgängig beizubehalten, während die übrigen Finger melodiöse Bluessequenzen ausführen, wobei die einzelnen Verzierungen von Interpret zu Interpret variieren. Hierbei kommen auch die für die Folk-Blues-Gitarre typischen Techniken wie Hammering und Pull-off zum Einsatz. Häufig wird das Stück mit Kapodaster eingespielt, zum Beispiel im zweiten Bund in h-moll.

## Diskographie(Beispiele)
- Davey Graham: 3/4 A.D., Topic Records 1962
- Bert Jansch: Bert Jansch, Transatlantic Records 1965 und Angie: The Collection, Spectrum Audio 2011
- Simon and Garfunkel: Sounds of Silence, Columbia 1966
- Chicken Shack: 100 Ton Chicken, Blue Horizon 1969
- Werner Lämmerhirt: Ten Thousand Miles, Stockfisch 1974; wiederveröffentlicht auf CD in Die frühen Jahre, Stockfisch 1991
- Klaus Weiland: auf Acoustic Guitar Scene, Intercord 1975 (Kompilation)
- Harry Sacksioni: Vensters, Harlekijn 1976
- Wizz Jones: Masters of the Folk-Guitar, Autogram 1983
- John Renbourn: John Renbourn & Stefan Grossman, Shanachie 1984
- Lillebjørn Nilsen: Nære Nilsen, Grappa 1993
- Chumbawamba: Readymades, MUTT 2002